# Transformation de Fourier

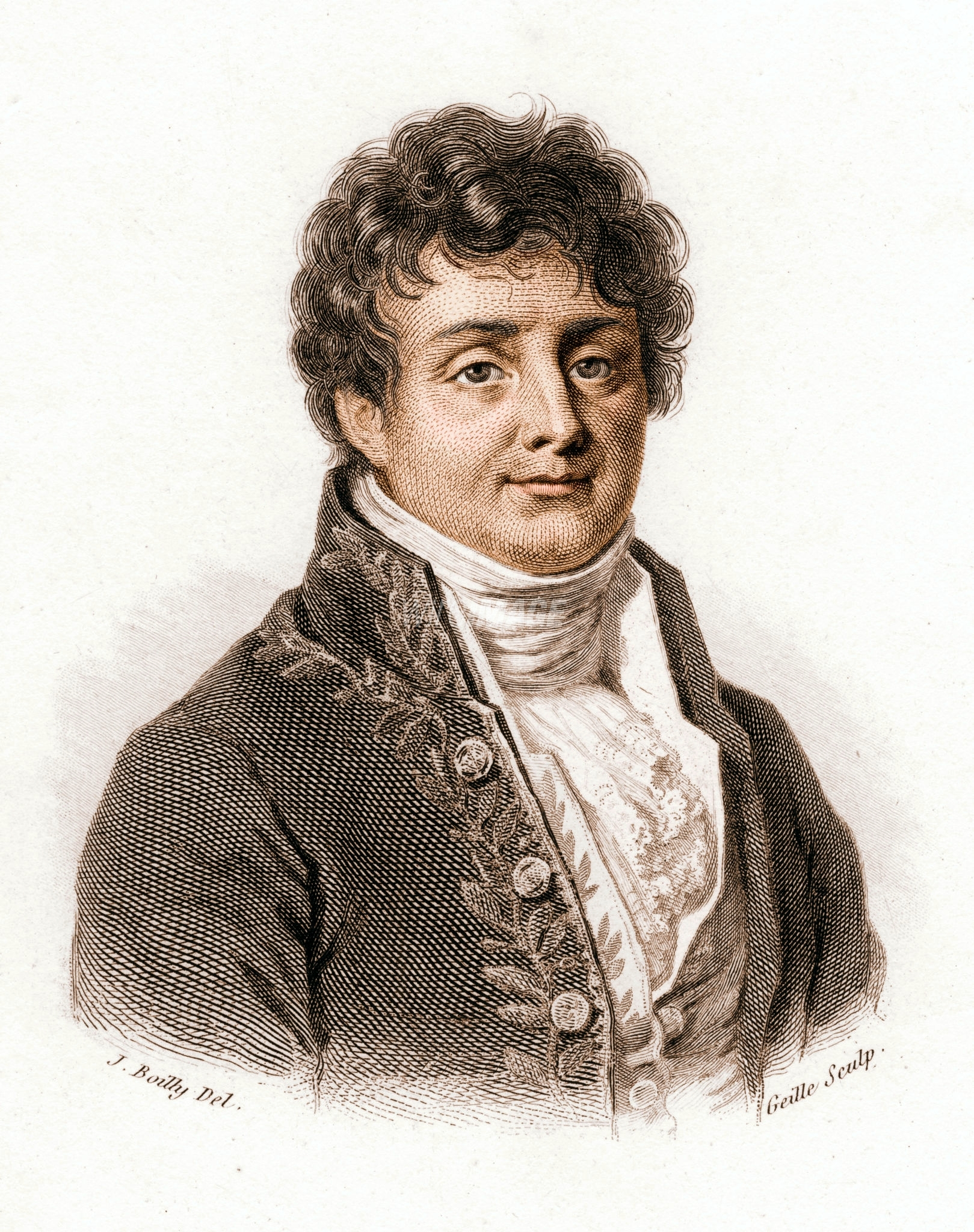
Portrait de Joseph Fourier.

En mathématiques, plus précisément en analyse, la transformation de Fourier est une extension, pour les fonctions non périodiques, du développement en série de Fourier des fonctions périodiques. La transformation de Fourier associe à toute fonction intégrable définie sur ℝ et à valeurs réelles ou complexes, une autre fonction sur ℝ appelée transformée de Fourier dont la variable indépendante peut s'interpréter en physique comme la fréquence ou la pulsation.
La transformée de Fourier représente une fonction par la densité spectrale dont elle provient, en tant que moyenne de fonctions trigonométriques de toutes fréquences. La théorie de la mesure ainsi que la théorie des distributions permettent de définir rigoureusement la transformée de Fourier dans toute sa généralité, elle joue un rôle déterminant dans l'analyse harmonique.
Lorsqu'une fonction représente un phénomène physique, comme l'état du champ électromagnétique ou du champ acoustique en un point, on l'appelle signal et sa transformée de Fourier s'appelle son spectre.

## Transformation de Fourier pour les fonctions intégrables

### Définition
La transformation de Fourier {\displaystyle {\mathcal {F}}} est une opération qui transforme une fonction intégrable sur ℝ en une autre fonction, décrivant le spectre fréquentiel de cette dernière. Si f est une fonction intégrable sur ℝ, sa transformée de Fourier est la fonction {\displaystyle {\mathcal {F}}(f)={\hat {f}}} donnée par la formule :
{\displaystyle {\mathcal {F}}(f):\xi \mapsto {\hat {f}}(\xi )=\int _{-\infty }^{+\infty }f(x)\,\mathrm {e} ^{-{\rm {i}}\xi x}\,\mathrm {d} x}.

### Conventions alternatives
Il est possible de choisir une définition alternative pour la transformation de Fourier. Ce choix est une affaire de convention dont les conséquences ne se manifestent (en général) que par des facteurs multiplicatifs constants. Par exemple, dans le cas de l'étude théorique de signaux, les physiciens utilisent ainsi : 
{\displaystyle {\mathcal {F}}(f):\nu \mapsto {\hat {f}}(\nu )=\int _{-\infty }^{+\infty }f(t)\,\mathrm {e} ^{-{\rm {i}}2\pi \nu t}\,\mathrm {d} t}
avec t le temps (en secondes) et ν la fréquence (en hertz).
Certains utilisent (pour des raisons de symétrie avec la transformation de Fourier inverse) la transformation suivante : 
{\displaystyle {\mathcal {F}}(f):\omega \mapsto {\hat {f}}(\omega )={1 \over {\sqrt {2\pi }}}\int _{-\infty }^{+\infty }f(t)\,\mathrm {e} ^{-{\rm {i}}\omega t}\,\mathrm {d} t}
avec t en secondes et ω la pulsation (en radians par seconde).
Cette définition n'est cependant pas adaptée au traitement des produits de convolution : à cause du facteur {\displaystyle {\frac {1}{\sqrt {2\pi }}}}, on a {\displaystyle {\mathcal {F}}(f*g)\neq {\mathcal {F}}(f)\cdot {\mathcal {F}}(g)}, à moins d'introduire un tel facteur dans la définition du produit de convolution.
L'ensemble de départ est l'ensemble des fonctions intégrables f d'une variable réelle x. L'ensemble d'arrivée est l'ensemble des fonctions d'une variable réelle ξ. Concrètement lorsque cette transformation est utilisée en traitement du signal, on notera volontiers t à la place de x et ω ou 2πν à la place de ξ qui seront les variables respectives de temps et de pulsation ou de fréquence. On dira alors que f est dans le domaine temporel, et que {\displaystyle {\hat {f}}} est dans le domaine fréquentiel.
En physique, la transformation de Fourier permet de déterminer le spectre d'un signal. Les phénomènes de diffraction donnent une image de l'espace dual du réseau, ils sont une sorte de « machine à transformation de Fourier » naturelle. Pour ces applications, les physiciens définissent en général la transformation directe avec un facteur {\displaystyle {\frac {1}{\sqrt {2\pi }}}} et la transformation de Fourier inverse avec le même préfacteur.
La notation {\displaystyle {\mathcal {F}}(f)} peut aussi être remplacée par F(ƒ) ou TF(ƒ). Dans cet article, on utilisera exclusivement la première notation.
Il est également d'usage dans certaines communautés scientifiques de noter f(x) pour la fonction de départ et f(p) pour sa transformée, faisant ainsi correspondre à x, y, z les variables duales p, q, r. Cette notation est conforme à l'interprétation physique inspirée par la mécanique quantique : dualité entre position et quantité de mouvement. Cette notation n'est pas retenue ici.

### Extension de la transformation de Fourier
Le cadre le plus naturel pour définir les transformations de Fourier est celui des fonctions intégrables. Toutefois, de nombreuses opérations (dérivations, transformation de Fourier inverse) ne peuvent être écrites en toute généralité. On doit à Plancherel[réf. nécessaire] l'introduction de la transformation de Fourier pour les fonctions de carré sommable, pour lesquelles la formule d'inversion est vraie. Puis la théorie des distributions de Schwartz, et plus particulièrement des distributions tempérées permit de trouver un cadre parfaitement adapté.
On peut généraliser la définition de la transformation de Fourier à plusieurs variables, et même sur d'autres groupes que le groupe additif ℝn. Ainsi, on peut la définir sur le groupe additif ℝ/ℤ, c'est-à-dire sur les fonctions de période 1 — on retrouve ainsi les séries de Fourier —, et plus généralement sur des groupes localement compacts, pas nécessairement commutatifs, et en particulier sur des groupes finis. Ces définitions font intervenir les groupes duaux, ainsi que la mesure de Haar.

### Propriétés de la transformation de Fourier
|                                        | Fonction                                                       | Transformée de Fourier                                                     |
| -------------------------------------- | -------------------------------------------------------------- | -------------------------------------------------------------------------- |
| Linéarité                              | {\displaystyle a\cdot g_{1}(x)+b\cdot g_{2}(x)}                | {\displaystyle a\cdot {\hat {g}}_{1}(\xi )+b\cdot {\hat {g}}_{2}(\xi )}    |
| Contraction du domaine                 | {\displaystyle f(a\cdot x)\ }                                  | {\displaystyle {\frac {1}{\|a\|}}\cdot {\hat {f}}(\xi /a)}                 |
| Translation temporelle                 | {\displaystyle g(x+x_{0})\ }                                   | {\displaystyle {\hat {g}}(\xi )\cdot \mathrm {e} ^{\mathrm {i} \xi x_{0}}} |
| Modulation dans le domaine temporel    | {\displaystyle g(x)\cdot \mathrm {e} ^{\mathrm {i} x\xi _{0}}} | {\displaystyle {\hat {g}}(\xi -\xi _{0})}                                  |
| Produit de convolution                 | {\displaystyle (f*g)(x)}                                       | {\displaystyle {\hat {f}}(\xi )\cdot {\hat {g}}(\xi )}                     |
| Produit                                | {\displaystyle (f\cdot g)(x)}                                  | {\displaystyle {\frac {1}{2\pi }}({\hat {f}}*{\hat {g}})(\xi )}            |
| Dérivation dans le domaine temporel    | {\displaystyle f'(x)} (voir conditions ci-dessous)             | {\displaystyle {\rm {i}}\xi \cdot {\hat {f}}(\xi )}                        |
| Dérivation dans le domaine fréquentiel | {\displaystyle x\cdot f(x)}                                    | {\displaystyle \mathrm {i} {\hat {f}}'(\xi )}                              |
| Symétrie                               | réelle et paire                                                | réelle et paire                                                            |
| Symétrie                               | réelle                                                         | paire (à symétrie hermitienne)                                             |
| Symétrie                               | réelle et impaire                                              | imaginaire pure et impaire                                                 |
| Symétrie                               | imaginaire pure et paire                                       | imaginaire pure et paire                                                   |
| Symétrie                               | imaginaire pure et impaire                                     | réelle et impaire                                                          |
| Forme                                  | gaussienne                                                     | gaussienne                                                                 |

- La contraction dans un domaine (temporel, spatial ou fréquentiel) implique une dilatation dans l'autre. Un exemple concret de ce phénomène peut être observé par exemple sur un tourne-disque. La lecture d'un 33 tours à 45 tours par minute implique une augmentation de la fréquence du signal audio (a > 1), on contracte le signal audio dans le domaine temporel ce qui le dilate dans le domaine fréquentiel.
- Si la fonction f est à support borné (c.-à-d. si {\displaystyle \exists x_{0}\in \mathbb {R} ,\forall |x|>x_{0},f(x)=0}) alors {\displaystyle {\hat {f}}} est à support infini. Inversement, si le support spectral de la fonction {\displaystyle {\hat {f}}} est borné alors f est à support non borné.
- Si f est une fonction non nulle sur un intervalle borné alors {\displaystyle {\hat {f}}} est une fonction non nulle sur {\displaystyle \mathbb {C} } et inversement, si {\displaystyle {\hat {f}}} est non nulle sur un intervalle borné alors f est une fonction non nulle sur {\displaystyle \mathbb {C} }.
- La transformée de Fourier de f est une fonction continue, de limite nulle à l'infini (théorème de Riemann-Lebesgue), notamment bornée par

{\displaystyle \|{\hat {f}}\|_{\infty }\leq \|f\|_{1}}.
- Par changement de variable on trouve des formules intéressantes lorsqu'on effectue une translation, dilatation du graphe de f.
- Supposons que la fonction {\displaystyle g:x\mapsto -\mathrm {i} xf(x)} soit intégrable ; alors on peut dériver la formule de définition sous le signe d'intégration. On constate alors que la dérivée {\displaystyle {\hat {f}}'} est la transformée de Fourier de g.
- Si f est localement absolument continue (c.-à-d. dérivable presque partout et égale à « l'intégrale de sa dérivée ») et si f et f ' sont intégrables, alors[3] la transformée de Fourier de la dérivée de f est {\displaystyle {\widehat {f'}}(\xi )=\mathrm {i} \xi {\hat {f}}(\xi )}.

On peut résumer les deux dernières propriétés : notons D l'opération
{\displaystyle Df={\frac {1}{\mathrm {i} }}f'}
et M la multiplication par l'argument :
{\displaystyle (Mf)(x)=xf(x),\quad (M{\hat {f}})(\xi )=\xi {\hat {f}}(\xi )}.
Alors, si f satisfait des conditions fonctionnelles convenables, {\displaystyle {\widehat {Df}}=+M{\hat {f}}} et {\displaystyle {\widehat {Mf}}=-D{\hat {f}}}.
On s'affranchira de ces conditions fonctionnelles en élargissant la classe des objets sur lesquels opère la transformation de Fourier. C'est une des motivations de la définition des distributions.

### Transformation de Fourier inverse
Si la transformée de Fourier de f, notée {\displaystyle {\hat {f}}}, est elle-même une fonction intégrable, la formule dite de transformation de Fourier inverse, opération notée {\displaystyle {\mathcal {F}}^{-1}}, et appliquée à {\displaystyle {\hat {f}}}, permet (sous conditions appropriées) de retrouver  f  à partir des données fréquentielles :
{\displaystyle f(x)={\mathcal {F}}^{-1}({\hat {f}})(x)={1 \over 2\pi }\,\int _{-\infty }^{+\infty }{\hat {f}}(\xi )\,\mathrm {e} ^{+{\rm {i}}\xi x}\,\mathrm {d} \xi \qquad \Leftrightarrow \qquad {\hat {f}}(\xi )\ =\int _{-\infty }^{+\infty }f(x)\,\mathrm {e} ^{-{\rm {i}}\xi x}\,\mathrm {d} x}.
Cette opération de transformation de Fourier inverse a des propriétés analogues à la transformation directe, puisque seuls changent le coefficient multiplicatif et le –i devenu i.
Dans le cas des définitions alternatives, la transformation de Fourier inverse devient :
Définition en fréquence : {\displaystyle f(t)=\int _{-\infty }^{+\infty }{\hat {f}}(\nu )\,\mathrm {e} ^{+{\rm {i}}2\pi \nu t}\,\mathrm {d} \nu \qquad \Leftrightarrow \qquad {\hat {f}}(\nu )=\int _{-\infty }^{+\infty }f(t)\,\mathrm {e} ^{-{\rm {i}}2\pi \nu t}\,\mathrm {d} t}.
Définition en pulsation : {\displaystyle f(t)={1 \over {\sqrt {2\pi }}}\int _{-\infty }^{+\infty }{\hat {f}}(\omega )\,\mathrm {e} ^{+{\rm {i}}\omega t}\,\mathrm {d} \omega \quad \Leftrightarrow \quad {\hat {f}}(\omega )\ ={1 \over {\sqrt {2\pi }}}\int _{-\infty }^{+\infty }f(t)\,\mathrm {e} ^{-{\rm {i}}\omega t}\,\mathrm {d} t}.

### Extension à l'espace ℝn
Notons x∙ξ le produit scalaire canonique dans ℝn :
Si f est une fonction intégrable sur ℝn, sa transformée de Fourier est donnée par la formule :
Si A est une isométrie linéaire directe, {\displaystyle {\widehat {f\circ A}}={\hat {f}}\circ A}.
Il en résulte que la transformée de Fourier d'une fonction radiale est radiale.
Si la transformée de Fourier de f est elle-même une fonction intégrable, on a alors la formule d'inversion :
Par conséquent, la transformation de Fourier de L1 dans C0 est injective (mais pas surjective).

## Transformation de Fourier pour les fonctions de carré sommable

### Extension de la transformation deL1∩L2àL2
Le théorème de Plancherel permet de donner un sens à la transformée de Fourier des fonctions de carré sommable sur ℝ.
On commence par un premier résultat préparatoire.
Lemme — Soit h une fonction complexe deux fois continûment dérivable sur ℝ, qui vérifie l'estimation
{\displaystyle \forall x\in \mathbb {R} \quad |h(x)|\leq C/(1+x^{2})} (où C est une constante),
et dont les deux premières dérivées sont intégrables. Ceci implique que la transformée de Fourier {\displaystyle {\hat {h}}} est bien définie et de carré intégrable. De plus, on a l'identité :
{\displaystyle \int _{\mathbb {R} }|h(x)|^{2}\,{\rm {d}}x={\frac {1}{2\pi }}\int _{\mathbb {R} }|{\hat {h}}(\xi )|^{2}\,{\rm {d}}\xi }.
Une fois démontrée dans le lemme ci-dessus la formule de Plancherel pour une classe de fonctions suffisamment régulières, on étend par densité la transformation de Fourier à tout L2(ℝ).
On a ainsi le théorème de Plancherel :
Théorème de Plancherel —  Soit f une fonction complexe sur ℝ et de carré sommable. Alors la transformée de Fourier de f peut être définie comme suit : pour tout p entier, on pose
{\displaystyle f_{p}(x)=(f1_{[-p,p]})(x)={\begin{cases}f(x)&{\text{si }}|x|\leq p,\\0&{\text{sinon.}}\end{cases}}}
La suite des transformées de Fourier {\displaystyle {\hat {f}}_{p}} converge dans L2(ℝ), et sa limite est la transformée de Fourier {\displaystyle {\hat {f}}}, c'est-à-dire
{\displaystyle \lim _{p\to \infty }\int _{\mathbb {R} }|{\hat {f}}(\xi )-{\hat {f}}_{p}(\xi )|^{2}\,{\rm {d}}\xi =0}.
De plus, on a l'identité :
{\displaystyle \int _{\mathbb {R} }|f(x)|^{2}\,{\rm {d}}x={\frac {1}{2\pi }}\int _{\mathbb {R} }|{\hat {f}}(\xi )|^{2}{\rm {d}}\xi }.
De façon similaire, si l'on pose
{\displaystyle g_{p}(x)=\int _{-p}^{p}{\hat {f}}(\xi ){\rm {e}}^{\mathrm {i} x\xi }\,{\rm {d}}\xi },
les gp convergent en moyenne quadratique vers f.
Ainsi la transformation de Fourier-Plancherel définit un automorphisme intemporel de l'espace L2, qui est une isométrie, à condition de faire un changement d'échelle si l'on utilise la notation en pulsation
{\displaystyle \|{\hat {f}}/{\sqrt {2\pi }}\|_{2}=\|f{\sqrt {2\pi }}\|_{2}}.
En physique, on interprète le terme {\displaystyle |{\hat {f}}(\xi )/{\sqrt {2\pi }}|^{2}} figurant sous l'intégrale comme une densité spectrale de puissance.
La définition de la transformation de Fourier-Plancherel est compatible avec la définition habituelle de la transformée de Fourier des fonctions intégrables. Sur l'intersection L1(ℝ)} ∩ L2(ℝ) des domaines de définition, on montre à l'aide du théorème de convergence dominée de Lebesgue que les deux définitions coïncident.

### La transformation vue comme opérateur deL2(ℝ)
Remarque : ce paragraphe utilise la définition fréquentielle de la transformée de Fourier, pour des raisons d'isométrie.
Nous venons de voir que la transformation de Fourier {\displaystyle {\mathcal {F}}} induit sur l'espace de Hilbert L2(ℝ) un opérateur linéaire. Nous en récapitulons ici les propriétés :
- {\displaystyle {\mathcal {F}}} est un opérateur unitaire de L2. Il s'agit en particulier d'une isométrie. On retrouve le premier fait, connu sous le nom de formule de Parseval, affirmant que pour toutes fonctions f, g ∈ L2(ℝ),

{\displaystyle \langle f\mid g\rangle =\langle {\mathcal {F}}f\mid {\mathcal {F}}g\rangle ,\quad {\text{i.e. }}\quad \int _{-\infty }^{\infty }f(x){\overline {g(x)}}\,{\rm {d}}x=\int _{-\infty }^{\infty }{\hat {f}}(\nu ){\overline {{\hat {g}}(\nu )}}\,{\rm {d}}\nu }
et en particulier le deuxième fait, connu sous le nom de théorème de Plancherel
{\displaystyle \|f\|_{2}=\|{\hat {f}}\|_{2},\quad {\text{i.e. }}\quad \int _{-\infty }^{+\infty }|f(x)|^{2}\,{\rm {d}}x=\int _{-\infty }^{+\infty }|{\hat {f}}(\nu )|^{2}\,{\rm {d}}\nu } ;
- son inverse (qui est aussi son adjoint) est donné par {\displaystyle {\mathcal {F}}^{-1}g={\mathcal {F}}{\check {g}}}  avec {\displaystyle {\check {g}}:x\mapsto g(-x)} ;
- en tant qu'automorphisme, {\displaystyle {\mathcal {F}}} est de période 4. Autrement dit {\displaystyle {\mathcal {F}}^{4}} = id ;
- en tant qu'endomorphisme de L2(ℝ), {\displaystyle {\mathcal {F}}} a pour valeurs propres les quatre racines quatrièmes de l'unité : 1, i, –1 et –i. Une base hilbertienne de vecteurs propres est donnée par les fonctions d'Hermite-Gauss

{\displaystyle {\phi }_{n}(x)={\frac {2^{1/4}}{\sqrt {n!}}}\,{\rm {e}}^{-\pi x^{2}}H_{n}(2x{\sqrt {\pi }})},
où Hn(x) sont les polynômes d'Hermite « probabilistes », qui s'écrivent
{\displaystyle H_{n}(x)=(-1)^{n}{\rm {e}}^{\frac {x^{2}}{2}}{\frac {\mathrm {d} ^{n}}{\mathrm {d} x^{n}}}{\rm {e}}^{-{\frac {x^{2}}{2}}}}.
Avec ces notations, la formule suivante récapitule la situation
{\displaystyle {\hat {\phi }}_{n}(\nu )=(-{\rm {i}})^{n}{\phi }_{n}(\nu )}.
On retrouve la gaussienne comme première fonction d'Hermite. Ces fonctions appartiennent à la classe de Schwartz {\displaystyle {\mathcal {S}}}.

## Lien avec le produit de convolution
La transformation de Fourier a des propriétés très intéressantes liées au produit de convolution. On rappelle que (d'après l'inégalité de Young pour la convolution) :
- si {\displaystyle f,g\in {\rm {L}}^{1}(\mathbb {R} ^{N})}, alors {\displaystyle f*g\in {\rm {L}}^{1}(\mathbb {R} ^{N})} et {\displaystyle \|f*g\|_{1}\leq \|f\|_{1}\cdot \|g\|_{1}} ;
- si {\displaystyle f\in {\rm {L}}^{1}(\mathbb {R} ^{N})} et {\displaystyle g\in {\rm {L}}^{2}(\mathbb {R} ^{N})}, alors {\displaystyle f*g\in {\rm {L}}^{2}(\mathbb {R} ^{N})} et {\displaystyle \|f*g\|_{2}\leq \|f\|_{1}\cdot \|g\|_{2}} ;
- si {\displaystyle f,g\in {\rm {L}}^{2}(\mathbb {R} ^{N})}, alors {\displaystyle f*g\in {\rm {L}}^{\infty }(\mathbb {R} ^{N})} et {\displaystyle \|f*g\|_{\infty }\leq \|f\|_{2}\cdot \|g\|_{2}}.

Ainsi :
- si {\displaystyle f,g\in {\rm {L}}^{1}(\mathbb {R} ^{N})}, alors {\displaystyle {\mathcal {F}}(f*g)={\mathcal {F}}(f)\,\cdot \,{\mathcal {F}}(g)} ;
- par densité, cette égalité tient encore si {\displaystyle f\in {\rm {L}}^{1}} et {\displaystyle g\in {\rm {L}}^{2}} ;
- Si {\displaystyle f,g\in {\rm {L}}^{2}(\mathbb {R} ^{N})}, alors {\displaystyle f\ast g={\mathcal {F}}^{-1}[{\mathcal {F}}(f)\,\cdot \,{\mathcal {F}}(g)]} ; de plus, l'égalité {\displaystyle {\mathcal {F}}(f*g)={\mathcal {F}}(f)\,\cdot \,{\mathcal {F}}(g)} est vraie si {\displaystyle f*g\in {\rm {L}}^{1}}.

## Principe d'incertitude
Remarque : ce paragraphe utilise la définition fréquentielle de la transformée de Fourier.
On peut remarquer que les répartitions d'une fonction et de sa transformée de Fourier ont des comportements opposés : plus la masse de f(x) est « concentrée », plus celle de la transformée est étalée, et inversement. Il est en fait impossible de concentrer à la fois la masse d'une fonction et celle de sa transformée.
Ce compromis entre la compaction d'une fonction et celle de sa transformée de Fourier peut se formaliser par un principe d'incertitude en considérant une fonction et sa transformée de Fourier comme des variables conjuguées par la forme symplectique sur le domaine temps-fréquence : par la transformation canonique linéaire, la transformation de Fourier est une rotation de 90° dans le domaine temps–fréquence qui préserve la forme symplectique.
Supposons f intégrable et de carré intégrable. Sans perte de généralité, on supposera f normalisée :
{\displaystyle \int _{-\infty }^{\infty }|f(x)|^{2}\,{\rm {d}}x=1}.
Par le théorème de Plancherel, on sait que {\displaystyle {\hat {f}}(\nu )} est également normalisée.
On peut mesurer la répartition autour d'un point (x = 0 sans perte de généralité) par :
{\displaystyle D_{0}(f)=\int _{-\infty }^{\infty }x^{2}|f(x)|^{2}\,{\rm {d}}x}.
De même pour la fréquence autour du point {\displaystyle \nu =0} :
{\displaystyle D_{0}({\hat {f}})=\int _{-\infty }^{\infty }\nu ^{2}|{\hat {f}}(\nu )|^{2}\,{\rm {d}}\nu }.
En probabilités, il s'agit des moments d'ordre 2 de |f|2 et de {\displaystyle |{\hat {f}}|^{2}}.
Le principe d'incertitude dit que si f(x) est absolument continue et que les fonctions x·f(x) et f′(x) sont de carrés intégrables, on a alors :
{\displaystyle D_{0}(f)D_{0}({\hat {f}})\geq {\frac {1}{16\pi ^{2}}}}.
Cette inégalité est aussi connue sous le nom d'inégalité de Heisenberg-Gabor ou simplement inégalité de Heisenberg par son utilisation répandue en mécanique quantique.
L'égalité n'est atteinte que pour {\displaystyle f(x)=C_{1}\,{\rm {e}}^{{-\pi x^{2}}/{\sigma ^{2}}}} (alors {\displaystyle {\hat {f}}(\xi )=\sigma C_{1}\,{\rm {e}}^{-\pi \sigma ^{2}\xi ^{2}}}) pour σ > 0 arbitraire et C1 telle que f est L2–normalisée, soit, si f est une fonction gaussienne (normalisée) centrée en 0 et de variance σ2, et sa transformée de Fourier est une gaussienne de variance σ–2.

## Transformation de Fourier sur l'espace de Schwartz
L'espace de Schwartz {\displaystyle {\mathcal {S}}(\mathbb {R} ^{n})} est l'espace des fonctions f de classe C∞ sur {\displaystyle \mathbb {R} ^{n}}, telles que f et toutes ses dérivées soient à décroissance rapide. C'est un sous-espace vectoriel de L1, donc pour lequel la transformée de Fourier est définie.
Ces fonctions sont à la fois temporellement et fréquentiellement à décroissance exponentielle. L'intérêt de la classe de Schwartz résulte de la propriété d'échange entre régularité et décroissance à l'infini qu'opère la transformée de Fourier.
- Toute fonction de Schwartz est de classe C∞ avec des dérivées toutes intégrables. On en déduit que sa transformée de Fourier est à décroissance rapide.
- Toute fonction de Schwartz est à décroissance rapide. On en déduit que sa transformée de Fourier est de classe C∞.

Ainsi, on visualise intuitivement pourquoi l'espace de Schwartz est invariant par transformation de Fourier. Cet espace est donc très commode pour l'utilisation de cette dernière. De plus, l'espace de Schwartz est dense dans L1 et dans L2, et pourrait donc servir de base pour la définition de la transformation de Fourier sur ces espaces.
Formule d'inversion de Fourier sur {\displaystyle {\mathcal {S}}(\mathbb {R} ^{n})} — 
Remarque : cette formule dépend de la convention choisie pour la transformation de Fourier dans l'espace des fonctions. Elle est valide pour une transformation de Fourier exprimée dans l'espace des fréquences, dont la définition utilise {\displaystyle {\rm {e}}^{-{\rm {i}}2\pi \xi \cdot x}}.

## Transformation de Fourier pour les distributions tempérées
On définit la transformée de Fourier d'une distribution tempérée {\displaystyle T\in {\mathcal {S}}'(\mathbb {R} ^{n})} comme la distribution définie via son crochet de dualité par
{\displaystyle \forall \phi \in {\mathcal {S}}(\mathbb {R} ^{n})\quad \langle {\mathcal {F}}T,\phi \rangle =\langle T,{\mathcal {F}}\phi \rangle }.
De même que sur {\displaystyle {\mathcal {S}}}, l'opérateur {\displaystyle {\mathcal {F}}} ainsi défini sur {\displaystyle {\mathcal {S}}'} est un automorphisme bicontinu.
Les détails et des exemples ne sont pas donnés ici, mais figurent dans l'article relatif aux distributions tempérées.
Remarquons que l'expression de la transformée de Fourier d'une fonction f ressemble au produit scalaire dans {\displaystyle {\rm {L}}^{2}(\mathbb {C} ),(f,g)_{L^{2}}:=\int f{\bar {g}}} entre f et la conjuguée de {\displaystyle e_{2\pi \xi }:x\mapsto {\rm {e}}^{{\rm {i}}2\pi \xi \cdot x}}. Sauf que {\displaystyle (f,e_{2\pi \xi })_{L^{2}}} n'a pas de sens car e2 π ξ n'est pas dans L2. Mais le crochet de dualité des distributions {\displaystyle \langle T_{f},e_{2\pi \xi }\rangle }, qui pour les fonctions coïncide avec le produit scalaire de L2, donne sens à cette formulation en tant que produit scalaire.
Cette généralisation va bien plus loin car l'espace des distributions tempérées {\displaystyle {\mathcal {S}}'(\mathbb {R} ^{n})} englobe les différents objets sur lesquels la transformée de Fourier a été définie : fonctions de {\displaystyle \mathbb {R} ^{n}} sommables ou de carré sommable, fonctions de {\displaystyle \mathbb {R} ^{n}} périodiques localement sommables ou localement de carré sommable, suites discrètes sommables, suites discrètes périodiques. La transformée de Fourier sur {\displaystyle {\mathcal {S}}'(\mathbb {R} ^{n})} unifie et généralise les différentes définitions des transformées avec l'unique formalisme des distributions.
Nous allons montrer que la transformée de Fourier sur {\displaystyle {\mathcal {S}}'} généralise les notions d'intégrales de Fourier et de séries de Fourier, en analysant successivement ces espaces.

### Compatibilités

#### Compatibilité avec les espaces de fonctions
Les fonctions intégrables et les fonctions de carré sommable définissent des distributions tempérées. Montrons que les deux notions possibles de transformée de Fourier coïncident dans le cas L1, puis utilisons cette compatibilité pour l'établir dans le cas L2.
Compatibilité avec L1 et L2 — Soit
- {\displaystyle f\in {\rm {L}}^{1}(\mathbb {R} ^{n})} et {\displaystyle {\hat {f}}\in C_{0}(\mathbb {R} ^{n})} sa transformée de Fourier,

ou bien
- {\displaystyle f\in {\rm {L}}^{2}(\mathbb {R} ^{n})} et {\displaystyle {\hat {f}}\in {\rm {L}}^{2}(\mathbb {R} ^{n})} sa transformée de Fourier.

Enfin, les fonctions périodiques intégrables sur une période sont exactement les fonctions à la fois périodiques et localement intégrables, et donc définissent des distributions régulières.
Compatibilité avec L1per — La transformée de Fourier d'une distribution régulière Tf définie par une fonction T-périodique {\displaystyle f\in {\rm {L}}^{1}([0,T[)}, est la distribution à support discret correspondant à la suite de ses coefficients de Fourier :
Le résultat énoncé ne concerne que les fonctions périodiques de la variable réelle mais s'étend facilement aux fonctions périodiques sur un réseau de ℝN. Comme la transformation de Fourier[Laquelle ?] possède une réciproque définie sur le même domaine, elle est de ce fait bijective, alors la démonstration de ce résultat sera une conséquence du théorème sur les distributions périodiques[Lequel ?].

#### Compatibilité avec les espaces de suites
Les suites, c'est-à-dire les signaux discrets, peuvent parfois s'exprimer comme des distributions sur ℝ à support dans ℤ. À une suite donnée {\displaystyle a:=(a_{n})_{n\in \mathbb {Z} }} correspond en effet de manière unique une série de masses de Dirac {\displaystyle T_{a}:=\sum _{k\in \mathbb {Z} }a_{k}\delta _{k}}. Lorsque cette suite est sommable, cette série de masses de Dirac a un sens en tant que distribution tempérée d'ordre 0.
Compatibilité de {\displaystyle {\mathcal {F}}} avec l1 — Soit une suite sommable à valeurs complexes notée {\displaystyle a:=(a_{n})_{n\in \mathbb {Z} }}. Sa transformée de Fourier à temps discret est une fonction 1-périodique qui coïncide avec la transformée de Fourier de la série de masses de Dirac associée à a.
{\displaystyle \mathbf {TFTD} [(a_{n})_{n\in \mathbb {Z} }]={\mathcal {F}}\left(\sum _{k\in \mathbb {Z} }a_{k}\delta _{k}\right)}.
Par densité, la démonstration s'étend aux séries de carré sommable. Notons en outre que la transformation de Fourier des distributions périodiques donne une définition de la transformée de Fourier discrète de suites non nécessairement sommables : les suites à croissance polynomiale.
En particulier, la transformée de Fourier discrète (TFD) s'interprète également comme la transformée d'une distribution tempérée. En effet, une suite finie de N points {\displaystyle \lbrace x_{k}\rbrace _{k=0}^{N-1}} s'identifie de manière unique avec une suite N-périodique obtenue par périodisation, c'est-à-dire convolution avec un peigne de Dirac.
Compatibilité de {\displaystyle {\mathcal {F}}} avec la TFD — La TFD d'une suite x(•) à l'ordre N est la transformée de Fourier de la distribution à support dans ℤ obtenue par périodisation de x(•) à la période N, c'est-à-dire convolution par un peigne de Dirac WN :
{\displaystyle \mathbf {TFD} _{N}[x(.)](k)={\mathcal {F}}[{\tilde {x}}(.)](k)} avec {\displaystyle {\tilde {x}}=W_{N}\ast \left(\sum _{n=0}^{N-1}x(n)\delta _{n}\right)}.

### Signaux discrets et signaux périodiques
Nous pouvons retenir que formellement, la transformée de Fourier échange discrétisation et périodisation.
- Le spectre d'un signal discret x[•] obtenu par échantillonnage à la période T présente un spectre périodique, résultant de la périodisation du spectre du signal continu :

{\displaystyle \mathbf {TFTD} (x[.])={\mathcal {F}}(x(.))\ast W_{\frac {2\pi }{T}}}.
Si la multiplication n'est pas définie entre distribution, on donne dans le cas du peigne un sens à {\displaystyle x[.]=x(.)\cdot W_{T}}, et la formulation de convolution est encore vérifiée : {\displaystyle {\mathcal {F}}(x(.)\cdot W_{T})={\mathcal {F}}(x(.))\ast {\mathcal {F}}(W_{T})}.
- Le spectre d'un signal T-périodique xT(•), c'est-à-dire la somme de sa série de Fourier, est celui obtenu par discrétisation du spectre du signal tronqué sur une seule période.

{\displaystyle {\mathcal {F}}(x_{T}(.))={\mathcal {F}}(x(.))\cdot W_{T}} avec {\displaystyle x=x_{T}.1_{[0,T]}}.

## Liens avec d'autres transformations

### Lien avec les transformations de Laplace
La transformée de Fourier d'une fonction f est un cas particulier de la transformée bilatérale de Laplace de cette même fonction définie par :
{\displaystyle {\mathcal {L}}_{bil}\{f\}(p)=\int _{-\infty }^{+\infty }f(t)\,{\rm {e}}^{-pt}{\rm {d}}t} avec {\displaystyle p\in \mathbb {C} }.
On constate alors que {\displaystyle {\mathcal {F}}\{f\}(\xi )={\mathcal {L}}_{bil}\{f\}({\rm {i}}\xi )}.
On peut également écrire ce lien en utilisant la transformée de Laplace « usuelle » par :
{\displaystyle {\mathcal {F}}\{f\}(\xi )={\mathcal {L}}\{f^{+}\}(+{\rm {i}}\xi )+{\mathcal {L}}\{f^{-}\}(-{\rm {i}}\xi )}[réf. nécessaire]
où les fonctions f + et f – sont définies par :
{\displaystyle f^{+}(t)=f(+t),\ {\text{ si }}t\geq 0,0\ {\text{sinon}}.}
{\displaystyle f^{-}(t)=f(-t),\ {\text{ si }}t\leq 0,0\ {\text{sinon}}.}

### Lien avec les séries de Fourier

#### Parallèle formel
La transformée de Fourier est définie de façon semblable : la variable d'intégration x est remplacée par nΔx, n étant l'indice de sommation, et l'intégrale par la somme. On a alors
{\displaystyle {\hat {f}}(k)=\Delta t\sum _{n=-\infty }^{\infty }f(n){\rm {e}}^{-{\rm {i}}2\pi kn\Delta t}}.
On trouvera quelques remarques à ce sujet dans Analyse spectrale.

#### Lien direct
Cependant, comme indiqué par l'étude théorique dans la section précédente, un lien direct entre séries et transformées de Fourier est possible par la théorie des distributions. En reprenant de façon plus pratique l'exposé précédent, la transformée de Fourier (définition fréquentielle) d'une fonction périodique f de période T est un peigne de Dirac de période fréquentielle {\displaystyle \nu _{T}=1/T}, modulé par des coefficients complexes cn : 
où les cn sont précisément les coefficients de la série de Fourier (complexe) de f.
Pour le voir, il suffit de vérifier que la formule de transformation inverse de {\displaystyle {\hat {f}}(\nu )} (définition en fréquences) donne précisément la série de Fourier de f, et donc qu'elle est égale à f presque partout (en supposant que la série de Fourier de f converge).
Cela permet d'unifier le formalisme des séries de Fourier avec celui de la transformation de Fourier.
Avec la définition standard de la transformée de Fourier, il faut remplacer la formule précédente par :
{\displaystyle {\hat {f}}(\xi )=2\pi \sum _{n=-\infty }^{+\infty }c_{n}\delta \left({\xi  \over 2\pi }-{\frac {n}{T}}\right).}
Avec la définition pulsatoire, et en notant la pulsation de {\displaystyle f} par {\displaystyle \omega _{T}=2\pi /T}, elle devient    
{\displaystyle {\hat {f}}(\omega )={\sqrt {2\pi }}\sum _{n=-\infty }^{+\infty }c_{n}\delta \left({\omega -n\omega _{T} \over 2\pi }\right).}
Par exemple, après quelques manipulations, on a les transformées de Fourier fréquentielles suivantes :
- {\displaystyle {\cal {F}}e^{2i\pi \nu _{T}t}=\delta (\nu -\nu _{T})} (Dirac décalé) ;
- {\displaystyle {\cal {F}}\cos(2\pi \nu _{T}t)={1 \over 2}\left[\delta (\nu -\nu _{T})+\delta (\nu +\nu _{T})\right]}
- {\displaystyle {\cal {F}}\sin(2\pi \nu _{T}t)={1 \over 2i}[\delta (\nu -\nu _{T})-\delta (\nu +\nu _{T})]}

Il y a encore une formule utile qui donne les coefficients {\displaystyle c_{n}} de la série de Fourier d'une fonction périodique f dès que l'on connait la transformation de Fourier de sa « restriction » {\displaystyle g=1_{\tau }f} à la période centrale {\displaystyle \tau =[-T/2,\ T/2]} ({\displaystyle {\hat {g}}} existe nécessairement si f est localement intégrable puisque {\displaystyle \tau } est compacte).
En effet, par comparaison de la formule des coefficients de la série de Fourier de {\displaystyle f} avec celle donnant la transformée de Fourier inverse de {\displaystyle g}, on obtient facilement, pour la définition fréquentielle, que 
Pour la définition standard de la transformée de Fourier, cette formule devient {\displaystyle c_{n}={1 \over T}{\hat {g}}(n\omega _{T}),} avec {\displaystyle \omega _{T}=2\pi /T}, et pour la définition pulsatoire, elle devient
{\displaystyle c_{n}={1 \over {\sqrt {2\pi }}}\omega _{T}{\hat {g}}(n\omega _{T}).}
Cette formule permet l'utilisation de l'imposante machinerie disponible pour la transformation de Fourier (convolution, décalage, produit, distributions, tables, etc.) pour le calcul des coefficients de Fourier d'une fonction périodique.
On peut ainsi facilement obtenir la série de Fourier de trains d'ondes pulsées de forme carrée, triangulaire, demi-sinusoïdale, etc.
Par exemple, quelle est la série de Fourier correspondant à un train de pulses étroits, de masse 1 et de période T grande relativement à la durée des pulses ? 
Approximons chaque pulse par un Dirac {\displaystyle \delta }. La transformée de Fourier fréquentielle de {\displaystyle \delta } est la fonction identiquement égale à 1 (voir table ci-dessous). Donc la formule précédente donne {\displaystyle c_{n}={1 \over T}.}
Ainsi la série de Fourier du train de pulses est 
(au sens des distributions).

#### Autre interprétation
Comme on l'a vu plus haut, il est d'autre part possible d'interpréter l'intégrale de la transformée de Fourier comme une somme finie de n oscillateurs harmoniques, où n est un entier non standard ; cela revient à identifier (en un sens différent) la transformation de Fourier aux coefficients d'une série de Fourier.

#### Transformée
On utilise les variables normalisées suivantes : {\displaystyle F={f \over f_{e}}=f\Delta t=f|_{\Delta t=1}}, {\displaystyle \Omega =2\pi F=2\pi f\Delta t=\omega \Delta t=\omega |_{\Delta t=1}}.
| Transformation de Fourier (analyse)                                                                 | Transformation inverse (synthèse)                                                                               |
| --------------------------------------------------------------------------------------------------- | --- |
| {\displaystyle X(f)=\Delta t\sum _{n=-\infty }^{\infty }x(n){\rm {e}}^{-{\rm {i}}2\pi fn\Delta t}}  | {\displaystyle x(n)=\int _{f_{e}}X(f){\rm {e}}^{{\rm {i}}2\pi fn\Delta t}{\rm {d}}f}                            |
| {\displaystyle X(w)=\Delta t\sum _{n=-\infty }^{\infty }x(n){\rm {e}}^{-{\rm {i}}\omega n\Delta t}} | {\displaystyle x(n)={1 \over 2\pi }\int _{\omega _{2}=2\pi f_{e}}X(w){\rm {e}}^{{\rm {i}}wn\Delta t}{\rm {d}}w} |
| {\displaystyle X(F)=\sum _{n=-\infty }^{\infty }x(n){\rm {e}}^{-{\rm {i}}2\pi nF}}                  | {\displaystyle x(n)=\int _{1}X(f){\rm {e}}^{{\rm {i}}2\pi nF}{\rm {d}}F\,\!}                                    |
| {\displaystyle X(\Omega )=\sum _{n=-\infty }^{\infty }x(n){\rm {e}}^{-{\rm {i}}n\Omega }}           | {\displaystyle x(n)={1 \over 2\pi }\int _{2\pi }X(\Omega ){\rm {e}}^{{\rm {i}}n\Omega }{\rm {d}}\Omega }        |

## Généralisation
La transformée de Fourier se généralise pratiquement telle quelle aux groupes abéliens localement compacts, grâce à la dualité de Pontryagin.
En traitement d'images, on effectue des transformations de Fourier à deux dimensions : si f est une fonction de ℝ2 dans ℝ, sa transformée de Fourier est définie par :
{\displaystyle {\hat {f}}(u,v)=\int _{-\infty }^{\infty }\int _{-\infty }^{\infty }f(x,y)\mathrm {e} ^{-{\rm {i}}(ux+vy)}\,\mathrm {d} x\mathrm {d} y}.

## Tables des principales transformées de Fourier
Les tableaux suivants présentent les transformations de Fourier de certaines fonctions. Les transformées de Fourier de f (x), g(x) et h(x) sont notées respectivement f̂, ĝ et ĥ. N'apparaissent que les trois conventions les plus courantes. Il peut être utile de noter que l'entrée sur la dualité indique une relation entre la transformée de Fourier d'une fonction et la fonction d'origine, ce qui peut être considéré comme une relation entre la transformation de Fourier et son inverse.

### Relations entre fonctions à une variable
Les transformées de Fourier de ce tableau sont traitées dans (en) Arthur Erdélyi, Tables of Integral Transforms, Vol. 1, McGraw-Hill, 1954 ou (en) David Kammler, A First Course in Fourier Analysis, USA, Prentice Hall, 2000.
| Fonction                                                            | Transformée de Fourier ξ est la fréquence | Transformée de Fourier ω = 2πξ est la pulsation ou fréquence angulaire | Transformée de Fourier définition alternative | Remarques |
| ------------------------------------------------------------------- | --- | --- | --- | --- |
| {\displaystyle f(x)\,}                                              | {\displaystyle {\begin{aligned}&{\hat {f}}(\xi )\\&=\int _{-\infty }^{\infty }f(x){\rm {e}}^{-2\pi {\rm {i}}x\xi }\,\mathrm {d} x\end{aligned}}} | {\displaystyle {\begin{aligned}&{\hat {f}}(\omega )\\&={\frac {1}{\sqrt {2\pi }}}\int _{-\infty }^{\infty }f(x){\rm {e}}^{-{\rm {i}}\omega x}\,\mathrm {d} x\end{aligned}}} | {\displaystyle {\begin{aligned}&{\hat {f}}(\nu )\\&=\int _{-\infty }^{\infty }f(x){\rm {e}}^{-{\rm {i}}\nu x}\,\mathrm {d} x\end{aligned}}}      | Définition |
| {\displaystyle a\cdot f(x)+b\cdot g(x)\,}                           | {\displaystyle a\cdot {\hat {f}}(\xi )+b\cdot {\hat {g}}(\xi )\,}                                                                                | {\displaystyle a\cdot {\hat {f}}(\omega )+b\cdot {\hat {g}}(\omega )\,} | {\displaystyle a\cdot {\hat {f}}(\nu )+b\cdot {\hat {g}}(\nu )\,}                                                                                | Linéarité |
| {\displaystyle f(x-a)\,}                                            | {\displaystyle {\rm {e}}^{-2\pi {\rm {i}}a\xi }{\hat {f}}(\xi )\,}                                                                               | {\displaystyle {\rm {e}}^{-{\rm {i}}a\omega }{\hat {f}}(\omega )\,} | {\displaystyle {\rm {e}}^{-{\rm {i}}a\nu }{\hat {f}}(\nu )\,}                                                                                    | Décalage dans le temps |
| {\displaystyle f(x){\rm {e}}^{{\rm {i}}ax}\,}                       | {\displaystyle {\hat {f}}\left(\xi -{\frac {a}{2\pi }}\right)\,}                                                                                 | {\displaystyle {\hat {f}}(\omega -a)\,} | {\displaystyle {\hat {f}}(\nu -a)\,} | Décalage dans le domaine des fréquences, relation duale de la formule du décalage dans le temps |
| {\displaystyle f(ax)\,}                                             | {\displaystyle {\frac {1}{\|a\|}}{\hat {f}}\left({\frac {\xi }{a}}\right)\,}                                                                     | {\displaystyle {\frac {1}{\|a\|}}{\hat {f}}\left({\frac {\omega }{a}}\right)\,}                                                                                             | {\displaystyle {\frac {1}{\|a\|}}{\hat {f}}\left({\frac {\nu }{a}}\right)\,}                                                                     | Changement d'échelle des temps. Si {\displaystyle \|a\|} est grand, alors f (ax) est resserré autour de 0 et {\displaystyle {\frac {1}{\|a\|}}{\hat {f}}\left({\frac {\omega }{a}}\right)\,} s'étale et s’aplatit. |
| {\displaystyle {\hat {f}}(x)\,}                                     | {\displaystyle f(-\xi )\,} | {\displaystyle f(-\omega )\,} | {\displaystyle 2\pi f(-\nu )\,} | Dualité. Ici f̂ doit être calculée en utilisant la même formule que dans la colonne transformation de Fourier. Cela résulte d'un changement de la variable "muette", de x à ξ ou ω ou ν.                            |
| {\displaystyle {\frac {\mathrm {d} ^{n}f(x)}{\mathrm {d} x^{n}}}\,} | {\displaystyle (2\pi {\rm {i}}\xi )^{n}{\hat {f}}(\xi )\,}                                                                                       | {\displaystyle ({\rm {i}}\omega )^{n}{\hat {f}}(\omega )\,} | {\displaystyle ({\rm {i}}\nu )^{n}{\hat {f}}(\nu )\,}                                                                                            | |
| {\displaystyle x^{n}f(x)\,}                                         | {\displaystyle \left({\frac {\rm {i}}{2\pi }}\right)^{n}{\frac {\mathrm {d} ^{n}{\hat {f}}(\xi )}{\mathrm {d} \xi ^{n}}}\,}                      | {\displaystyle {\rm {i}}^{n}{\frac {\mathrm {d} ^{n}{\hat {f}}(\omega )}{\mathrm {d} \omega ^{n}}}}                                                                         | {\displaystyle {\rm {i}}^{n}{\frac {\mathrm {d} ^{n}{\hat {f}}(\nu )}{\mathrm {d} \nu ^{n}}}}                                                    | Relation duale de la précédente |
| {\displaystyle (f*g)(x)\,}                                          | {\displaystyle {\hat {f}}(\xi ){\hat {g}}(\xi )\,}                                                                                               | {\displaystyle {\sqrt {2\pi }}{\hat {f}}(\omega ){\hat {g}}(\omega )\,} | {\displaystyle {\hat {f}}(\nu ){\hat {g}}(\nu )\,}                                                                                               | La notation f ∗ g signifie le produit de convolution de f et g — cette règle est le théorème de Fubini |
| {\displaystyle f(x)g(x)\,}                                          | {\displaystyle \left({\hat {f}}*{\hat {g}}\right)(\xi )\,}                                                                                       | {\displaystyle {\frac {1}{\sqrt {2\pi }}}\left({\hat {f}}*{\hat {g}}\right)(\omega )\,}                                                                                     | {\displaystyle {\frac {1}{2\pi }}\left({\hat {f}}*{\hat {g}}\right)(\nu )\,}                                                                     | Relation duale du théorème de Fubini |
| Si {\displaystyle {\hat {f}}(x)} est purement réelle                | {\displaystyle {\hat {f}}(-\xi )={\overline {{\hat {f}}(\xi )}}\,}                                                                               | {\displaystyle {\hat {f}}(-\omega )={\overline {{\hat {f}}(\omega )}}\,} | {\displaystyle {\hat {f}}(-\nu )={\overline {{\hat {f}}(\nu )}}\,}                                                                               | Symétrie hermitienne. z est la notation du complexe conjugué de z. |
| Si {\displaystyle {\hat {f}}(x)} est purement réelle et paire       | {\displaystyle {\hat {f}}(\xi )}, {\displaystyle {\hat {f}}(\omega )} et {\displaystyle {\hat {f}}(\nu )} sont purement réelles et paires.       | {\displaystyle {\hat {f}}(\xi )}, {\displaystyle {\hat {f}}(\omega )} et {\displaystyle {\hat {f}}(\nu )} sont purement réelles et paires.                                  | {\displaystyle {\hat {f}}(\xi )}, {\displaystyle {\hat {f}}(\omega )} et {\displaystyle {\hat {f}}(\nu )} sont purement réelles et paires.       | {\displaystyle {\hat {f}}(\xi )}, {\displaystyle {\hat {f}}(\omega )} et {\displaystyle {\hat {f}}(\nu )} sont purement réelles et paires.                                                                         |
| Si {\displaystyle {\hat {f}}(x)} est purement réelle et impaire     | {\displaystyle {\hat {f}}(\xi )}, {\displaystyle {\hat {f}}(\omega )} et {\displaystyle {\hat {f}}(\nu )} sont purement imaginaires et impaires. | {\displaystyle {\hat {f}}(\xi )}, {\displaystyle {\hat {f}}(\omega )} et {\displaystyle {\hat {f}}(\nu )} sont purement imaginaires et impaires.                            | {\displaystyle {\hat {f}}(\xi )}, {\displaystyle {\hat {f}}(\omega )} et {\displaystyle {\hat {f}}(\nu )} sont purement imaginaires et impaires. | {\displaystyle {\hat {f}}(\xi )}, {\displaystyle {\hat {f}}(\omega )} et {\displaystyle {\hat {f}}(\nu )} sont purement imaginaires et impaires.                                                                   |
| Si {\displaystyle {\hat {f}}(x)} est imaginaire pur                 | {\displaystyle {\hat {f}}(-\xi )=-{\overline {{\hat {f}}(\xi )}}\,}                                                                              | {\displaystyle {\hat {f}}(-\omega )=-{\overline {{\hat {f}}(\omega )}}\,}                                                                                                   | {\displaystyle {\hat {f}}(-\nu )=-{\overline {{\hat {f}}(\nu )}}\,}                                                                              | z est le complexe conjugué de z. |
| {\displaystyle {\overline {f(x)}}}                                  | {\displaystyle {\overline {{\hat {f}}(-\xi )}}}                                                                                                  | {\displaystyle {\overline {{\hat {f}}(-\omega )}}} | {\displaystyle {\overline {{\hat {f}}(-\nu )}}}                                                                                                  | Conjugaison complexe |
| {\displaystyle f(x)\cos(ax)}                                        | {\displaystyle {\frac {{\hat {f}}\left(\xi -{\frac {a}{2\pi }}\right)+{\hat {f}}\left(\xi +{\frac {a}{2\pi }}\right)}{2}}}                       | {\displaystyle {\frac {{\hat {f}}(\omega -a)+{\hat {f}}(\omega +a)}{2}}\,}                                                                                                  | {\displaystyle {\frac {{\hat {f}}(\nu -a)+{\hat {f}}(\nu +a)}{2}}}                                                                               | Peut se déduire de la formule d'Euler : {\displaystyle \cos(ax)={\frac {{\rm {e}}^{{\rm {i}}ax}+{\rm {e}}^{-{\rm {i}}ax}}{2}}}                                                                                     |
| {\displaystyle f(x)\sin(ax)}                                        | {\displaystyle {\frac {{\hat {f}}\left(\xi -{\frac {a}{2\pi }}\right)-{\hat {f}}\left(\xi +{\frac {a}{2\pi }}\right)}{2{\rm {i}}}}}              | {\displaystyle {\frac {{\hat {f}}(\omega -a)-{\hat {f}}(\omega +a)}{2{\rm {i}}}}}                                                                                           | {\displaystyle {\frac {{\hat {f}}(\nu -a)-{\hat {f}}(\nu +a)}{2{\rm {i}}}}}                                                                      | Peut se déduire de la formule d'Euler : {\displaystyle \sin(ax)={\frac {{\rm {e}}^{{\rm {i}}ax}-{\rm {e}}^{-{\rm {i}}ax}}{2{\rm {i}}}}}                                                                            |

### Fonctions decarré intégrableà une variable
Les transformées de Fourier de ce tableau peuvent être trouvées  dans les deux références précédentes ou dans (en) George Campbell ; Ronald Foster, Fourier Integrals for Practical Applications, New York, USA, D. Van Nostrand Company, Inc, 1948.
| Fonction                                                        | Transformée de Fourier ξ est la fréquence | Transformée de Fourier ω = 2πξ est la pulsation ou fréquence angulaire | Transformée de Fourier définition alternative                                                                                               | Remarques |
| --------------------------------------------------------------- | --- | --- | --- | --- |
| {\displaystyle f(x)\,}                                          | {\displaystyle {\begin{aligned}&{\hat {f}}(\xi )\\&=\int _{-\infty }^{\infty }f(x){\rm {e}}^{-2\pi ix\xi }\,\mathrm {d} x\end{aligned}}}            | {\displaystyle {\begin{aligned}&{\hat {f}}(\omega )\\&={\frac {1}{\sqrt {2\pi }}}\int _{-\infty }^{\infty }f(x){\rm {e}}^{-{\rm {i}}\omega x}\,\mathrm {d} x\end{aligned}}} | {\displaystyle {\begin{aligned}&{\hat {f}}(\nu )\\&=\int _{-\infty }^{\infty }f(x){\rm {e}}^{-{\rm {i}}\nu x}\,\mathrm {d} x\end{aligned}}} | |
| {\displaystyle \operatorname {rect} (ax)\,}                     | {\displaystyle {\frac {1}{\|a\|}}\cdot \operatorname {sinc} \left({\frac {\xi }{a}}\right)}                                                         | {\displaystyle {\frac {1}{\sqrt {2\pi a^{2}}}}\cdot \operatorname {sinc} \left({\frac {\omega }{2\pi a}}\right)}                                                            | {\displaystyle {\frac {1}{\|a\|}}\cdot \operatorname {sinc} \left({\frac {\nu }{2\pi a}}\right)}                                            | Pour la fonction rectangulaire voir fonction porte ; la fonction sinus cardinal normalisé est définie ici par sinc(x) = sin(πx)/πx |
| {\displaystyle \operatorname {sinc} (ax)\,}                     | {\displaystyle {\frac {1}{\|a\|}}\cdot \operatorname {rect} \left({\frac {\xi }{a}}\right)\,}                                                       | {\displaystyle {\frac {1}{\sqrt {2\pi a^{2}}}}\cdot \operatorname {rect} \left({\frac {\omega }{2\pi a}}\right)}                                                            | {\displaystyle {\frac {1}{\|a\|}}\cdot \operatorname {rect} \left({\frac {\nu }{2\pi a}}\right)}                                            | Relation duale de la précédente. La fonction porte est un filtre passe-bas idéal, et la fonction sinus cardinal est la réponse impulsionnelle non causale d'un tel filtre. La fonction sinc est la fonction sinus cardinal normalisée : sinc(x) = sin(πx)/πx |
| {\displaystyle \operatorname {sinc} ^{2}(ax)}                   | {\displaystyle {\frac {1}{\|a\|}}\cdot \operatorname {tri} \left({\frac {\xi }{a}}\right)}                                                          | {\displaystyle {\frac {1}{\sqrt {2\pi a^{2}}}}\cdot \operatorname {tri} \left({\frac {\omega }{2\pi a}}\right)}                                                             | {\displaystyle {\frac {1}{\|a\|}}\cdot \operatorname {tri} \left({\frac {\nu }{2\pi a}}\right)}                                             | La fonction tri(x) est la fonction triangulaire. |
| {\displaystyle \operatorname {tri} (ax)}                        | {\displaystyle {\frac {1}{\|a\|}}\cdot \operatorname {sinc} ^{2}\left({\frac {\xi }{a}}\right)\,}                                                   | {\displaystyle {\frac {1}{\sqrt {2\pi a^{2}}}}\cdot \operatorname {sinc} ^{2}\left({\frac {\omega }{2\pi a}}\right)}                                                        | {\displaystyle {\frac {1}{\|a\|}}\cdot \operatorname {sinc} ^{2}\left({\frac {\nu }{2\pi a}}\right)}                                        | Relation duale de la précédente |
| {\displaystyle {\rm {e}}^{-ax}u(x)\,}                           | {\displaystyle {\frac {1}{a+2\pi {\rm {i}}\xi }}}                                                                                                   | {\displaystyle {\frac {1}{{\sqrt {2\pi }}(a+{\rm {i}}\omega )}}} | {\displaystyle {\frac {1}{a+{\rm {i}}\nu }}}                                                                                                | La fonction u(x) est la fonction marche de Heaviside et a > 0. |
| {\displaystyle {\rm {e}}^{-\alpha x^{2}}\,}                     | {\displaystyle {\sqrt {\frac {\pi }{\alpha }}}\cdot {\rm {e}}^{-{\frac {(\pi \xi )^{2}}{\alpha }}}}                                                 | {\displaystyle {\frac {1}{\sqrt {2\alpha }}}\cdot {\rm {e}}^{-{\frac {\omega ^{2}}{4\alpha }}}}                                                                             | {\displaystyle {\sqrt {\frac {\pi }{\alpha }}}\cdot {\rm {e}}^{-{\frac {\nu ^{2}}{4\alpha }}}}                                              | Nota : pour les deux premières transformations de Fourier, la fonction gaussienne e−αx2 est, pour un choix judicieux de α, sa propre transformée de Fourier. Pour qu'elle soit intégrable on doit avoir Re(α) > 0.                                           |
| {\displaystyle \operatorname {e} ^{-a\|x\|}\,}                  | {\displaystyle {\frac {2a}{a^{2}+4\pi ^{2}\xi ^{2}}}}                                                                                               | {\displaystyle {\sqrt {\frac {2}{\pi }}}\cdot {\frac {a}{a^{2}+\omega ^{2}}}}                                                                                               | {\displaystyle {\frac {2a}{a^{2}+\nu ^{2}}}}                                                                                                | Pour Re(a) > 0. Ceci signifie que la transformée de Fourier d'une densité de probabilité d'une distribution de Laplace est une densité de probabilité d'une loi de Cauchy.                                                                                   |
| {\displaystyle \operatorname {sech} (ax)\,}                     | {\displaystyle {\frac {\pi }{a}}\operatorname {sech} \left({\frac {\pi ^{2}}{a}}\xi \right)}                                                        | {\displaystyle {\frac {1}{a}}{\sqrt {\frac {\pi }{2}}}\operatorname {sech} \left({\frac {\pi }{2a}}\omega \right)}                                                          | {\displaystyle {\frac {\pi }{a}}\operatorname {sech} \left({\frac {\pi }{2a}}\nu \right)}                                                   | La sécante hyperbolique est sa propre transformée de Fourier. |
| {\displaystyle {\rm {e}}^{-{\frac {a^{2}x^{2}}{2}}}H_{n}(ax)\,} | {\displaystyle {\frac {{\sqrt {2\pi }}(-{\rm {i}})^{n}}{a}}{\rm {e}}^{-{\frac {2\pi ^{2}\xi ^{2}}{a^{2}}}}H_{n}\left({\frac {2\pi \xi }{a}}\right)} | {\displaystyle {\frac {(-{\rm {i}})^{n}}{a}}{\rm {e}}^{-{\frac {\omega ^{2}}{2a^{2}}}}H_{n}\left({\frac {\omega }{a}}\right)}                                               | {\displaystyle {\frac {(-{\rm {i}})^{n}{\sqrt {2\pi }}}{a}}{\rm {e}}^{-{\frac {\nu ^{2}}{2a^{2}}}}H_{n}\left({\frac {\nu }{a}}\right)}      | Hn est le ne polynôme d'Hermite. Si a = 1 alors les fonctions d'Hermite-Gauss sont des fonctions propres de l'opérateur transformée de Fourier. |

### Distributionsà une variable
Les transformées de Fourier de ce tableau sont traitées dans (en) Arthur Erdélyi, Tables of Integral Transforms, Vol. 1, McGraw-Hill, 1954 ou dans (en) David Kammler, A First Course in Fourier Analysis, USA, Prentice Hall, 2000.
| Fonction | Transformée de Fourier ξ est la fréquence                                                                                                  | Transformée de Fourier ω = 2πξ est la pulsation ou fréquence angulaire                                                                                                | Transformée de Fourier définition alternative                                                                                         | Remarques |
| --- | --- | --- | --- | --- |
| {\displaystyle f(x)\,} | {\displaystyle {\begin{aligned}&{\hat {f}}(\xi )=\int _{-\infty }^{\infty }f(x){\rm {e}}^{-2\pi {\rm {i}}x\xi }\,{\rm {d}}x\end{aligned}}} | {\displaystyle {\begin{aligned}&{\hat {f}}(\omega )={\frac {1}{\sqrt {2\pi }}}\int _{-\infty }^{\infty }f(x){\rm {e}}^{-{\rm {i}}\omega x}\,{\rm {d}}x\end{aligned}}} | {\displaystyle {\begin{aligned}&{\hat {f}}(\nu )=\int _{-\infty }^{\infty }f(x){\rm {e}}^{-{\rm {i}}\nu x}\,{\rm {d}}x\end{aligned}}} | |
| {\displaystyle 1} | {\displaystyle \delta (\xi )} | {\displaystyle {\sqrt {2\pi }}\cdot \delta (\omega )} | {\displaystyle 2\pi \delta (\nu )} | δ(ξ) est la distribution de Dirac. |
| {\displaystyle \delta (x)\,} | {\displaystyle 1} | {\displaystyle {\frac {1}{\sqrt {2\pi }}}\,} | {\displaystyle 1} | Relation duale de la précédente. |
| {\displaystyle {\rm {e}}^{{\rm {i}}ax}} | {\displaystyle \delta \left(\xi -{\frac {a}{2\pi }}\right)}                                                                                | {\displaystyle {\sqrt {2\pi }}\cdot \delta (\omega -a)} | {\displaystyle 2\pi \delta (\nu -a)}                                                                                                  | |
| {\displaystyle \cos(ax)} | {\displaystyle {\frac {\delta \left(\xi -{\frac {a}{2\pi }}\right)+\delta \left(\xi +{\frac {a}{2\pi }}\right)}{2}}}                       | {\displaystyle {\sqrt {2\pi }}\cdot {\frac {\delta (\omega -a)+\delta (\omega +a)}{2}}\,}                                                                             | {\displaystyle \pi \left(\delta (\nu -a)+\delta (\nu +a)\right)}                                                                      | Résulte de la formule d'Euler. |
| {\displaystyle \sin(ax)} | {\displaystyle {\frac {\delta \left(\xi -{\frac {a}{2\pi }}\right)-\delta \left(\xi +{\frac {a}{2\pi }}\right)}{2i}}}                      | {\displaystyle {\sqrt {2\pi }}\cdot {\frac {\delta (\omega -a)-\delta (\omega +a)}{2i}}}                                                                              | {\displaystyle -{\rm {i}}\pi \left(\delta (\nu -a)-\delta (\nu +a)\right)}                                                            | Résulte de la formule d'Euler. |
| {\displaystyle \cos \left(ax^{2}\right)} | {\displaystyle {\sqrt {\frac {\pi }{a}}}\cos \left({\frac {\pi ^{2}\xi ^{2}}{a}}-{\frac {\pi }{4}}\right)}                                 | {\displaystyle {\frac {1}{\sqrt {2a}}}\cos \left({\frac {\omega ^{2}}{4a}}-{\frac {\pi }{4}}\right)}                                                                  | {\displaystyle {\sqrt {\frac {\pi }{a}}}\cos \left({\frac {\nu ^{2}}{4a}}-{\frac {\pi }{4}}\right)}                                   | |
| {\displaystyle \sin \left(ax^{2}\right)\,} | {\displaystyle -{\sqrt {\frac {\pi }{a}}}\sin \left({\frac {\pi ^{2}\xi ^{2}}{a}}-{\frac {\pi }{4}}\right)}                                | {\displaystyle {\frac {-1}{\sqrt {2a}}}\sin \left({\frac {\omega ^{2}}{4a}}-{\frac {\pi }{4}}\right)}                                                                 | {\displaystyle -{\sqrt {\frac {\pi }{a}}}\sin \left({\frac {\nu ^{2}}{4a}}-{\frac {\pi }{4}}\right)}                                  | |
| {\displaystyle x^{n}\,} | {\displaystyle \left({\frac {\rm {i}}{2\pi }}\right)^{n}\delta ^{(n)}(\xi )\,}                                                             | {\displaystyle {\rm {i}}^{n}{\sqrt {2\pi }}\delta ^{(n)}(\omega )\,}                                                                                                  | {\displaystyle 2\pi {\rm {i}}^{n}\delta ^{(n)}(\nu )\,}                                                                               | Ici n est un entier naturel et {\displaystyle \delta ^{(n)}(\xi )\,} est la nième dérivée (au sens des distributions) de la distribution de Dirac. On peut en déduire les transformées de tous les polynômes. |
| {\displaystyle \delta ^{(n)}(x)\,} | {\displaystyle (2\pi {\rm {i}}\xi )^{n}\,}                                                                                                 | {\displaystyle {\frac {({\rm {i}}\omega )^{n}}{\sqrt {2\pi }}}\,} | {\displaystyle ({\rm {i}}\nu )^{n}\,}                                                                                                 | {\displaystyle \delta ^{(n)}(\xi )\,} est la nième dérivée (au sens des distributions) de la distribution de Dirac. |
| {\displaystyle {\frac {1}{x}}} | {\displaystyle -{\rm {i}}\pi \operatorname {sgn}(\xi )}                                                                                    | {\displaystyle -{\rm {i}}{\sqrt {\frac {\pi }{2}}}\operatorname {sgn}(\omega )}                                                                                       | {\displaystyle -{\rm {i}}\pi \operatorname {sgn}(\nu )}                                                                               | Ici sgn(ξ) est la fonction signe. On notera que 1/x n'est pas une distribution. On doit utiliser la valeur principale de Cauchy pour étudier les fonctions de Schwartz. Cette règle est utile quand on étudie la transformation de Hilbert. |
| {\displaystyle {\begin{aligned}&{\frac {1}{x^{n}}}\\&:={\frac {(-1)^{n-1}}{(n-1)!}}{\frac {{\rm {d}}^{n}}{{\rm {d}}x^{n}}}\log \|x\|\end{aligned}}} | {\displaystyle -{\rm {i}}\pi {\frac {(-2\pi {\rm {i}}\xi )^{n-1}}{(n-1)!}}\operatorname {sgn}(\xi )}                                       | {\displaystyle -{\rm {i}}{\sqrt {\frac {\pi }{2}}}\cdot {\frac {(-{\rm {i}}\omega )^{n-1}}{(n-1)!}}\operatorname {sgn}(\omega )}                                      | {\displaystyle -{\rm {i}}\pi {\frac {(-{\rm {i}}\nu )^{n-1}}{(n-1)!}}\operatorname {sgn}(\nu )}                                       | 1/xn est la distribution homogène (en) définie par la dérivée de {\displaystyle {\frac {(-1)^{n-1}}{(n-1)!}}{\frac {{\rm {d}}^{n}}{{\rm {d}}x^{n}}}\log \|x\|} |
| {\displaystyle \|x\|^{\alpha }\,} | {\displaystyle -{\frac {2\sin \left({\frac {\pi \alpha }{2}}\right)\Gamma (\alpha +1)}{\|2\pi \xi \|^{\alpha +1}}}}                        | {\displaystyle {\frac {-2}{\sqrt {2\pi }}}\cdot {\frac {\sin \left({\frac {\pi \alpha }{2}}\right)\Gamma (\alpha +1)}{\|\omega \|^{\alpha +1}}}}                      | {\displaystyle -{\frac {2\sin \left({\frac {\pi \alpha }{2}}\right)\Gamma (\alpha +1)}{\|\nu \|^{\alpha +1}}}}                        | Formule valide pour α réel avec -1 < α < 0. Si α complexe avec Re (α) > −1, alors {\displaystyle \|x\|^{\alpha }\,} est une fonction localement intégrable et est donc une distribution tempérée. La fonction α ↦ \|x\|α est une fonction holomorphe du demi-plan complexe réel dans l'espace des distributions tempérées. Elle admet une unique extension méromorphe qui est une distribution tempérée également notée {\displaystyle \|x\|^{\alpha }\,} uniquement pour α ≠ −2, −4,.... |
| {\displaystyle {\frac {1}{\sqrt {\|x\|}}}\,} | {\displaystyle {\frac {1}{\sqrt {\|\xi \|}}}}                                                                                              | {\displaystyle {\frac {1}{\sqrt {\|\omega \|}}}} | {\displaystyle {\frac {\sqrt {2\pi }}{\sqrt {\|\nu \|}}}}                                                                             | Cas particulier de la précédente, pour α = –1/2. |
| {\displaystyle \operatorname {sgn}(x)} | {\displaystyle {\frac {1}{{\rm {i}}\pi \xi }}}                                                                                             | {\displaystyle {\sqrt {\frac {2}{\pi }}}{\frac {1}{{\rm {i}}\omega }}}                                                                                                | {\displaystyle {\frac {2}{{\rm {i}}\nu }}}                                                                                            | La transformation de Fourier doit ici être prise comme la valeur principale de Cauchy. |
| {\displaystyle u(x)} | {\displaystyle {\frac {1}{2}}\left({\frac {1}{{\rm {i}}\pi \xi }}+\delta (\xi )\right)}                                                    | {\displaystyle {\sqrt {\frac {\pi }{2}}}\left({\frac {1}{{\rm {i}}\pi \omega }}+\delta (\omega )\right)}                                                              | {\displaystyle \pi \left({\frac {1}{{\rm {i}}\pi \nu }}+\delta (\nu )\right)}                                                         | La fonction u(x) est la fonction de Heaviside. |
| {\displaystyle \sum _{n=-\infty }^{\infty }\delta (x-nT)}                                                                                           | {\displaystyle {\frac {1}{T}}\sum _{k=-\infty }^{\infty }\delta \left(\xi -{\frac {k}{T}}\right)}                                          | {\displaystyle {\frac {\sqrt {2\pi }}{T}}\sum _{k=-\infty }^{\infty }\delta \left(\omega -{\frac {2\pi k}{T}}\right)}                                                 | {\displaystyle {\frac {2\pi }{T}}\sum _{k=-\infty }^{\infty }\delta \left(\nu -{\frac {2\pi k}{T}}\right)}                            | Transformée de Fourier du peigne de Dirac. On utilise aussi le fait que {\displaystyle \sum _{n=-\infty }^{\infty }{\rm {e}}^{{\rm {i}}nx}=2\pi \sum _{k=-\infty }^{\infty }\delta (x+2\pi k)} sont considérées comme des distributions. |
| {\displaystyle J_{0}(x)} | {\displaystyle {\frac {2\,\operatorname {rect} (\pi \xi )}{\sqrt {1-4\pi ^{2}\xi ^{2}}}}}                                                  | {\displaystyle {\sqrt {\frac {2}{\pi }}}\cdot {\frac {\operatorname {rect} \left({\frac {\omega }{2}}\right)}{\sqrt {1-\omega ^{2}}}}}                                | {\displaystyle {\frac {2\,\operatorname {rect} \left({\frac {\nu }{2}}\right)}{\sqrt {1-\nu ^{2}}}}}                                  | La fonction J0(x) est la fonction de Bessel d'ordre zéro de la 1re espèce. |
| {\displaystyle J_{n}(x)} | {\displaystyle {\frac {2(-{\rm {i}})^{n}T_{n}(2\pi \xi )\operatorname {rect} (\pi \xi )}{\sqrt {1-4\pi ^{2}\xi ^{2}}}}}                    | {\displaystyle {\sqrt {\frac {2}{\pi }}}{\frac {(-{\rm {i}})^{n}T_{n}(\omega )\operatorname {rect} \left({\frac {\omega }{2}}\right)}{\sqrt {1-\omega ^{2}}}}}        | {\displaystyle {\frac {2(-{\rm {i}})^{n}T_{n}(\nu )\operatorname {rect} \left({\frac {\nu }{2}}\right)}{\sqrt {1-\nu ^{2}}}}}         | Généralisation de 315. La fonction Jn(x) est la fonction de Bessel d'ordre n de la 1re espèce. La fonction Tn(x) est le polynôme de Tchebychev de 1re espèce. |
| {\displaystyle \log \left\|x\right\|} | {\displaystyle -{\frac {1}{2}}{\frac {1}{\left\|\xi \right\|}}-\gamma \delta (\xi )}                                                       | {\displaystyle -{\frac {\sqrt {\frac {\pi }{2}}}{\left\|\omega \right\|}}-{\sqrt {2\pi }}\gamma \delta (\omega )}                                                     | {\displaystyle -{\frac {\pi }{\left\|\nu \right\|}}-2\pi \gamma \delta (\nu )}                                                        | γ est la constante d'Euler-Mascheroni. |
| {\displaystyle \left(\mp {\rm {i}}x\right)^{-\alpha }}                                                                                              | {\displaystyle {\frac {\left(2\pi \right)^{\alpha }}{\Gamma (\alpha )}}u\left(\pm \xi \right)\left(\pm \xi \right)^{\alpha -1}}            | {\displaystyle {\frac {\sqrt {2\pi }}{\Gamma (\alpha )}}u(\pm \omega )(\pm \omega )^{\alpha -1}}                                                                      | {\displaystyle {\frac {2\pi }{\Gamma \left(\alpha \right)}}u(\pm \nu )(\pm \nu )^{\alpha -1}}                                         | Formule correcte pour 0 < α < 1. La formule de dérivation permet de déduire la formule pour des exposants plus élevés. u est la fonction de Heaviside. |

### Fonctions de deux variables
| Fonction                                                                | Transformée de Fourier ξ est la fréquence | Transformée de Fourier ω = 2πξ est la pulsation ou fréquence angulaire | Transformée de Fourier définition alternative | Remarques |
| ----------------------------------------------------------------------- | --- | --- | --- | --- |
| {\displaystyle f(x,y)}                                                  | {\displaystyle {\begin{aligned}&{\hat {f}}(\xi _{x},\xi _{y})\\&=\iint f(x,y){\rm {e}}^{-2\pi {\rm {i}}(\xi _{x}x+\xi _{y}y)}\,{\rm {d}}x\,{\rm {d}}y\end{aligned}}} | {\displaystyle {\begin{aligned}&{\hat {f}}(\omega _{x},\omega _{y})\\&={\frac {1}{2\pi }}\iint f(x,y){\rm {e}}^{-{\rm {i}}(\omega _{x}x+\omega _{y}y)}\,{\rm {d}}x\,{\rm {d}}y\end{aligned}}} | {\displaystyle {\begin{aligned}&{\hat {f}}(\nu _{x},\nu _{y})\\&=\iint f(x,y){\rm {e}}^{-{\rm {i}}(\nu _{x}x+\nu _{y}y)}\,{\rm {d}}x\,{\rm {d}}y\end{aligned}}} | Les variables ξx, ξy, ωx, ωy, νx, νy sont réelles. Les intégrales couvrent tout le plan complexe. |
| {\displaystyle {\rm {e}}^{-\pi \left(a^{2}x^{2}+b^{2}y^{2}\right)}}     | {\displaystyle {\frac {1}{\|ab\|}}{\rm {e}}^{-\pi \left({\frac {\xi _{x}^{2}}{a^{2}}}+{\frac {\xi _{y}^{2}}{b^{2}}}\right)}}                                         | {\displaystyle {\frac {1}{2\pi \cdot \|ab\|}}{\rm {e}}^{-{\frac {1}{4\pi }}\left({\frac {\omega _{x}^{2}}{a^{2}}}+{\frac {\omega _{y}^{2}}{b^{2}}}\right)}}                                   | {\displaystyle {\frac {1}{\|ab\|}}{\rm {e}}^{-{\frac {1}{4\pi }}\left({\frac {\nu _{x}^{2}}{a^{2}}}+{\frac {\nu _{y}^{2}}{b^{2}}}\right)}}                      | La fonction et ses transformées sont toutes des gaussiennes. |
| {\displaystyle \operatorname {circ} \left({\sqrt {x^{2}+y^{2}}}\right)} | {\displaystyle {\frac {J_{1}\left(2\pi {\sqrt {\xi _{x}^{2}+\xi _{y}^{2}}}\right)}{\sqrt {\xi _{x}^{2}+\xi _{y}^{2}}}}}                                              | {\displaystyle {\frac {J_{1}\left({\sqrt {\omega _{x}^{2}+\omega _{y}^{2}}}\right)}{\sqrt {\omega _{x}^{2}+\omega _{y}^{2}}}}}                                                                | {\displaystyle {\frac {2\pi J_{1}\left({\sqrt {\nu _{x}^{2}+\nu _{y}^{2}}}\right)}{\sqrt {\nu _{x}^{2}+\nu _{y}^{2}}}}}                                         | La fonction est définie par circ(r) = 1 sur 0 ≤ r ≤ 1, et est nulle partout ailleurs. Le résultat est la distribution de l'amplitude de la tache d'Airy. J1 est la fonction de Bessel de première espèce d'ordre 1. |
| {\displaystyle {\frac {\rm {i}}{x+{\rm {i}}y}}}                         | {\displaystyle {\frac {1}{\xi _{x}+{\rm {i}}\xi _{y}}}} | {\displaystyle {\frac {1}{\omega _{x}+{\rm {i}}\omega _{y}}}} | {\displaystyle {\frac {2\pi }{\nu _{x}+{\rm {i}}\nu _{y}}}} | |